# 알렉산드라 히메네스
알렉산드라 히메네스(Alexandra Jiménez, 1980년 1월 4일 ~ )는 스페인의 배우이다.

## 출연 작품
- 슈퍼로페즈 (2018)
- 마음의 거리 (2018)
- 강박이 똑똑! (2017)
- 본 투 윈 (2016)
- 프레그넌트 (2016)
- 키키, 러브 투 러브 (2016)
- 100미터 (2016)
- 웬즈데이스 돈트 엑시스트 (2015)
- 바르셀로나 크리스마스 나잇 (2015)
- 2037 (2015)
- 리콰이어먼츠 투 비 어 노멀 퍼슨 (2015)
- 스파이타임 코드명: 아나클레토 (2015)
- 마녀 사냥꾼 (2013)
- 올모스트 이노센트 (2012)
- 고스트 (2012)
- 노 컨트롤 (2010)
- 스패니쉬 무비 (2009)
- 산타렐라 패밀리 (2008)